# Welsh Professional Championship 1984
Die Strongbow Welsh Professional Championship 1984 war ein professionelles Snookerturnier der Saison 1983/84 zur Ermittlung des walisischen Profimeisters und ohne Einfluss auf die Weltrangliste. Das Turnier wurde vom 5. bis zum 11. März 1984 wie auch schon in den Vorjahren im Ebbw Vale Leisure Centre im walisischen Ebbw Vale ausgetragen. Turniersieger wurde Doug Mountjoy, der mithilfe eines 9:3-Sieges im Endspiel über Cliff Wilson zum dritten Mal das Turnier gewann. Titelverteidiger Ray Reardon spielte mit einem 104er-Break das einzige Century Break und somit das höchste Break des Turnieres.

## Preisgeld
Nach vier Jahren wechselte der Sponsor von Woodpecker zu Strongbow Cider, allerdings waren beides Marken von H. P. Bulmer. Wie auch schon im Vorjahr erhöhte sich das Preisgeld um 1.500 Pfund Sterling auf 14.500 £, wovon etwa zwei Fünftel auf den Sieger entfielen.
|                 | Preisgeld |
| --------------- | --------- |
| Sieger          | 6.500 £   |
| Finalist        | 3.200 £   |
| Halbfinalist    | 2.000 £   |
| Viertelfinalist | 200 £     |
| Insgesamt       | 14.500 £  |

## Turnierverlauf
Wie auch schon im Vorjahr gab es acht Teilnehmer, die ab dem Viertelfinale im K.-o.-System um den Turniersieg kämpften. Dabei wurde die Viertelfinalspiele wieder im Modus Best of 11 Frames ausgetragen, während die Halbfinalspiele und das Endspiel ebenfalls über maximal 17 Frames gingen.

|  | Viertelfinale Best of 11 Frames | Viertelfinale Best of 11 Frames |               |   | Halbfinale Best of 17 Frames | Halbfinale Best of 17 Frames |  |  | Finale Best of 17 Frames | Finale Best of 17 Frames |
|  |                                 |                                 |               |   |                              |                              |  |  |                          |                          |
|  | Doug Mountjoy                   | 6                               |               |   |                              |                              |  |  |                          |                          |
|  | Clive Everton                   | 1                               |               |   |                              |                              |  |  |                          |                          |
|  | Clive Everton                   | 1                               | Doug Mountjoy | 9 |                              |                              |  |  |                          |                          |
|  |                                 |                                 | Doug Mountjoy | 9 |                              |                              |  |  |                          |                          |
|  |                                 | Terry Griffiths                 | 5             |   |                              |                              |  |  |                          |                          |
|  | Terry Griffiths                 | Terry Griffiths                 | 5             | 6 |                              |                              |  |  |                          |                          |
|  | Terry Griffiths                 |                                 |               | 6 |                              |                              |  |  |                          |                          |
|  | Roy Andrewartha                 | 1                               |               |   |                              |                              |  |  |                          |                          |
|  |                                 |                                 | Doug Mountjoy | 9 |                              |                              |  |  |                          |                          |
|  |                                 | Cliff Wilson                    | 3             |   |                              |                              |  |  |                          |                          |
|  | Cliff Wilson                    | 6                               |               |   |                              |                              |  |  |                          |                          |
|  | Colin Roscoe                    | 2                               |               |   |                              |                              |  |  |                          |                          |
|  | Colin Roscoe                    | 2                               | Cliff Wilson  | 9 |                              |                              |  |  |                          |                          |
|  |                                 |                                 | Cliff Wilson  | 9 |                              |                              |  |  |                          |                          |
|  |                                 | Ray Reardon                     | 4             |   |                              |                              |  |  |                          |                          |
|  | Ray Reardon                     | Ray Reardon                     | 4             | 6 |                              |                              |  |  |                          |                          |
|  | Ray Reardon                     |                                 |               | 6 |                              |                              |  |  |                          |                          |
|  | Marcus Owen                     | 1                               |               |   |                              |                              |  |  |                          |                          |

### Finale
Für Doug Mountjoy war es bereits die fünfte Finalteilnahme bei diesem Turnier, wovon er zwei hatte gewinnen können, während sein Gegner Cliff Wilson erst zum zweiten überhaupt ein Profifinale erreicht hatte – das erste ebenfalls bei der walisischen Profimeisterschaft.
Wilson ging anfangs mit 0:1 und 1:2 in Führung, allerdings drehte Mountjoy das Spiel zum 3:2 und ging mit 5:2 in Führung, bevor sein Gegner auf 5:3 verkürzen konnte. Anschließend jedoch gewann Mountjoy alle vier, zum Spielgewinn nötigen Frames in Folge und damit zum dritten Mal die walisische Profimeisterschaft.
| Finale: Best of 17 Frames Ebbw Vale Leisure Centre, Ebbw Vale, Wales, 11. März 1984         |                |              |
| Doug Mountjoy                                                                               | 9:3            | Cliff Wilson |
| 42:63, 76:23 (52), 23:64, 88:24, 61:38, 54:42, 84:29, 44:71, 71:38, 74:24 (51), 80:37, 58:6 |                |              |
| 52                                                                                          | Höchstes Break | –            |
| –                                                                                           | Century-Breaks | –            |
| 2                                                                                           | 50+-Breaks     | –            |